# ویسکی تنسی
ویسکی تنسی (به انگلیسی: Tennessee whiskey) یک مدل ویسکی بوربن است که از ذرت درست می‌شود. اسم تنسی به خاطر محلی است که این نوشیدنی در آنجا درست شده‌است.

یک بطری ویسکی تنسی مارک George Dickel